# Santi Rapisarda
Santi Rapisarda (Messina, 20 dicembre 1945 – Riposto, 16 dicembre 2005) è stato un politico italiano. Fu senatore durante l'XI legislatura e sindaco di Riposto dal 1985 al 1992. La moglie Concetta Sodano fu il primo sindaco donna di Giarre, in carica per due mandati dal 2003 al 2013.